# Sana Nuestra Tierra
Sana Nuestra Tierra è il ventunesimo album del cantante statunitense Marcos Witt. Venne registrato in occasione di un'esibizione pubblica a Houston. Con questo album ha vinto il Latin Grammy Award 2003 come Miglior Album Cristiano.

## Tracce
1. Sánanos – 6:52
2. Sana Nuestra Tierra – 6:11
3. Mi Primer Amor – 5:58
4. Levántate y Sálvame – 9:15
5. Las Naciones Proclamen – 11:46
6. Acuerdate Oh Señor – 4:10
7. Esperamos en Ti – 6:52
8. Grandes Cosas ha Hecho el Señor – 6:00
9. Aleluya a Nuestro Dios – 7:22
10. Danzaré, Cantaré – 7:51

In seguito le tracce "Mi Primer Amor" e "Danzaré, Cantaré" furono inserite anche nell'album Lo Mejor de Marcos III.